# Heterabraxas
Heterabraxas is een geslacht van vlinders van de familie spanners (Geometridae), uit de onderfamilie Ennominae.

## Soorten
- H. fulvosparsa Hampson, 1895
- H. pardaria Moore, 1867
- H. spontaneata Walker, 1862